# Rizal (Cagayan)
Rizal is een gemeente in de Filipijnse provincie Cagayan op het eiland Luzon. Bij de laatste census in 2007 had de gemeente bijna 17 duizend inwoners.

## Geografie

### Bestuurlijke indeling
Rizal is onderverdeeld in de volgende 29 barangays:
| - Anagguan - Anungu - Anurturu - Balungcanag - Battut - Batu - Bural - Cambabangan - Capacuan - Dunggan - Duyun - Gaddangao - Gaggabutan East - Gaggabutan West - Illuru Norte | - Illuru Sur - Lattut - Linno - Liwan - Mabbang - Masi - Mauanan - Minanga - Nanauatan - Nanungaran - Pasingan - Poblacion - San Juan - Sinicking |

## Demografie
Rizal had bij de census van 2007 een inwoneraantal van 16.791 mensen. Dit zijn 1.862 mensen (12,5%) meer dan bij de vorige census van 2000. De gemiddelde jaarlijkse groei komt daarmee uit op 1,63%, hetgeen lager is dan het landelijk jaarlijks gemiddelde over deze periode (2,04%). Vergeleken met de census van 1995 is het aantal mensen met 2.890 (20,8%) toegenomen.

De bevolkingsdichtheid van Rizal was ten tijde van de laatste census, met 16.791 inwoners op 124,4 km², 111,7 mensen per km².